# Ça me dit... et vous ?
Ça me dit... et vous ? est une émission de télévision française pour la jeunesse diffusée du 12 septembre 1992 au 26 décembre 1998 sur TF1, le samedi matin (d'où le jeu de mots sur le titre).

## Principe
Reprenant le principe de l'émission Y'a pas d'lézard diffusée la saison précédente, Stéphane Tapie et son équipe font des sketchs et présentent des chroniques destinées aux adolescents entre deux sitcoms produites par Disney. À partir de juillet 1995, l'émission est sans présentateurs, et propose 3 sitcoms d'affilée jusqu'à son dernier épisode, diffusé le 26 décembre 1998.

## Séries diffusées
- Petite Fleur
- La Famille Torkelson
- Salut les frangins
- Bonjour, miss Bliss
- Incorrigible Cory
- Une rue du tonnerre (en) (Thunder Alley)
- La Maison en folie
- Dinosaures
- Chahut au bahut